# Reischeque

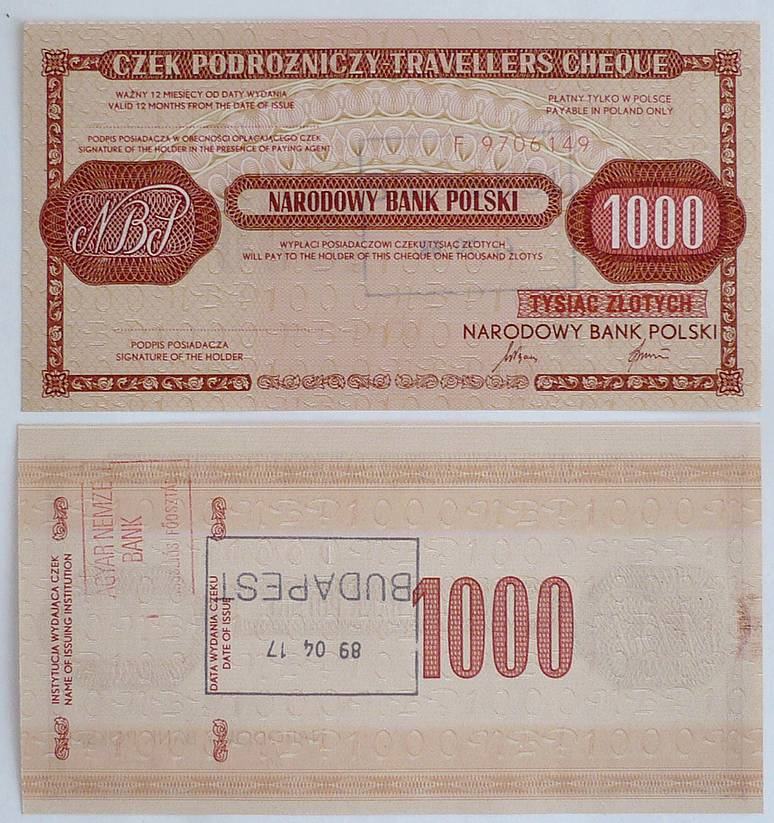
Reischeque voor 1000 Poolse zloty van de Nationale Bank van Polen uit 1989, afgegeven door een Hongaarse bank. Linksboven op de voorkant moest de eerste handtekening worden geplaatst, linksonder de tweede.

Een reischeque of travellerscheque (Engels: traveller's cheque) is een bankcheque die vaak bij reizen naar het buitenland werd gebruikt in plaats van contante vreemde valuta. Reischeques waren in meerdere vreemde valuta verkrijgbaar en waren beter beveiligd tegen diefstal en misbruik dan contant geld. Men kon de cheques in het buitenland bij banken, wisselkantoren of hotels omwisselen voor contanten in de plaatselijke valuta of er direct in winkels mee betalen. In Europa was Thomas Cook een bekende aanbieder van deze cheques die voor gebruik buiten Europa het meest gevraagd waren in Amerikaanse dollars.

## Gebruik
Bij de aankoop van reischeques moest de aankoper direct, in aanwezigheid van personeel van de bank/uitgever, zijn of haar handtekening op de cheques plaatsen. De cheques waren dan wel geldig maar nog niet inwisselbaar. Alvorens de cheque te kunnen gebruiken, moest de houder nogmaals een handtekening zetten. Op deze manier waren reischeques verzekerbaar tegen diefstal en verlies: zolang nog geen tweede handtekening was gezet, waren ze in principe onbruikbaar voor de dief of vinder.
Eenmaal dubbel getekend kon de cheque dan worden aangeboden voor betaling of verzilvering.